# Маріо Остін
Маріо Тревон Остін (нар. 26 лютого 1982) — американський професійний баскетболіст, який виступав на позиціях важкого форварда і центрового.

## Кар'єра в університеті
Остін провів 3 сезони у команді «Міссісіпі Стейт Булльдогс» під керівництвом головного тренера Ріка Стенсбері. Він добре відомий триочковим клач-кидком у першій триочковій спробі у грі за «Міссісіпі Стейт» у 2002 році, здобувши перемогу над «Кентуккі Вайлдкетс».
Остін повернувся у «Булльдогс» на сезон 2002—2003 Він оголосив про участь у драфті НБА 2003 року, вирішивши не залишатися у «Міссісіпі Стейт» на останній курс.

## Професійна кар'єра
На драфті НБА 2003 «Чикаго Буллз» обрали Остіна під 36-м номером, проте він розпочав професійну кар'єру у російському «ЦСКА», його звільнили після травми до офіційної гри. Після цього він підписав контракт з «Джексон Рейдж» зі Світової баскетбольної асоціації, де провів решту сезону.
У 2004 році Остін підписав контракт з італійською командою «Лауретана Б'єлла», а у 2005 році виступав за «Хапоель Єрусалим», який спонсорував мільярдер Аркадій Гайдамак. Він швидко став одним із лідерів команди та вивів її до півфіналу Єврокубкf та до фіналу Ізраїльської ліги.
Влітку 2007 року він приєднався до «Буллз» для участі у Літній лізі НБА 2007, пізніше підписав контракт з «Бенеттон Тревізо».
18 липня 2008 року Остін підписав контракт з «Бешикташ Кола Турка».
На початку сезону 2009—2010 Остін був частиною іспанського клубу «Мерідіано Аліканте», але його звільнили 21 січня 2010 року. 10 квітня 2010 року Остін приєднався до «Атлетікос де Сан-Херман» з пуерто-риканської ліги, але наступного місяця він залишив команду.
13 серпня 2010 року Остін підписав контракт з українським клубом «Дніпро». 2 квітня 2011 року «Буллз» обміняли його права на драфт «Юті Джаз» у рамках підписання й обміну Карлоса Бузера.
31 жовтня 2011 року Остін підписав контракт з БК «Київ».
3 листопада 2012 Остін підписав контракт з «Аль-Кувейт». 9 листопада 2013 року підписав контракт з кувейтським клубом «Казма».
3 лютого 2015 року Остін підписав контракт з «КБ Печ» з Косовської баскетбольної уперліги, а 9 жовтня Остін підписав контракт з «Депортіво Вальдівія» з Національної ліги баскетболу Чилі (LNB). 14 листопада він залишив команду.
За 12 років професійної баскетбольної кар'єри Остін жодного разу не брав участь у матчах НБА. Він став одним з 11 гравців драфт-класу НБА 2003 року, які ніколи не грали у лізі.